# Radó István (újságíró)
Radó István (Hajdúszoboszló, 1919. október 3. – Slano, Horvátország, 1973. július 11.) újságíró, fogtechnikus.

## Élete
Zsidó származású polgári család sarja, édesapja és később bátyja is jó nevű orvosok voltak Debrecenben. A debreceni piarista gimnáziumban érettségizett. Egyéves bécsi kereskedelmi tanulmányai után visszatért Magyarországra, értelmiségi pályán azonban a numerus clausus miatt nem tudott elhelyezkedni. Budapesten lett fogtechnikus tanonc. 1938-ban a Vásárhelyi Miklós-féle óbudai szociáldemokrata kör tagja volt, később frakciózás miatt kizárták az ifjúsági mozgalomból. A második világháborúban munkaszolgálatos volt. 1944-ben hazaszökött Debrecenbe, s részt vett az illegális kommunista párt tevékenységében. A szovjetek bevonulása után 1944. november 15-én Tariska Istvánnal és Szilágyi Józseffel megalapította a Néplap című kommunista irányzatú napilapot, amelynek első vezércikkírója is volt.
1949. márciusig Debrecenben az MKP párttitkára és egyben a Néplap felelős szerkesztője volt, majd áprilistól a pécsi Dunántúli Napló, később a szekszárdi Tolnai Napló felelős szerkesztője lett. 1951-ben koholt vádak alapján letartóztatták. 1953 szeptemberében rehabilitálták. 1954–1956 között a Magyar Nemzet és más lapok munkatársa. 1956 után rövid ideig fogtechnikusként dolgozott. 1957–1963 között a Központi Stomatológiai Intézetben volt laboratóriumvezető. 1962-től a Fogtechnikai Szemlét, 1963-tól haláláig a többnyelvű Magyar Szemlét szerkesztette.
Autóbaleset áldozata lett. Felesége volt Fahidi Éva író, színésznő, holokauszt-túlélő.